# Эгускиса, Рафаэль
Рафаэль Эгускиса Бастерра (исп. Rafael Egusquiza Basterra, баск. Rafael Eguskiza Basterra, 14 июля 1935, Бильбао, Испания — 1 июня 2017, Гечо, Испания) — испанский хоккеист (хоккей на траве), защитник. Бронзовый призёр летних Олимпийских игр 1960 года.

## Биография
Рафаэль Эгускиса родился 14 июля 1935 года в испанском городе Бильбао.
В 1960 году вошёл в состав сборной Испании по хоккею на траве на Олимпийских играх в Риме и завоевал бронзовую медаль. Играл на позиции защитника, провёл 2 матча, мячей не забивал.
В 1973—1977 годах был менеджером хоккейного клуба «Атлетик» из Бильбао.
Работал в таможенной сфере. В течение 20 лет возглавлял колледж таможенных агентов в Бильбао. В 1990—2001 годах возглавлял Генеральный совет таможенных агентов Испании.
Умер 1 июня 2017 года в испанском городе Гечо.